# 太阳能光伏

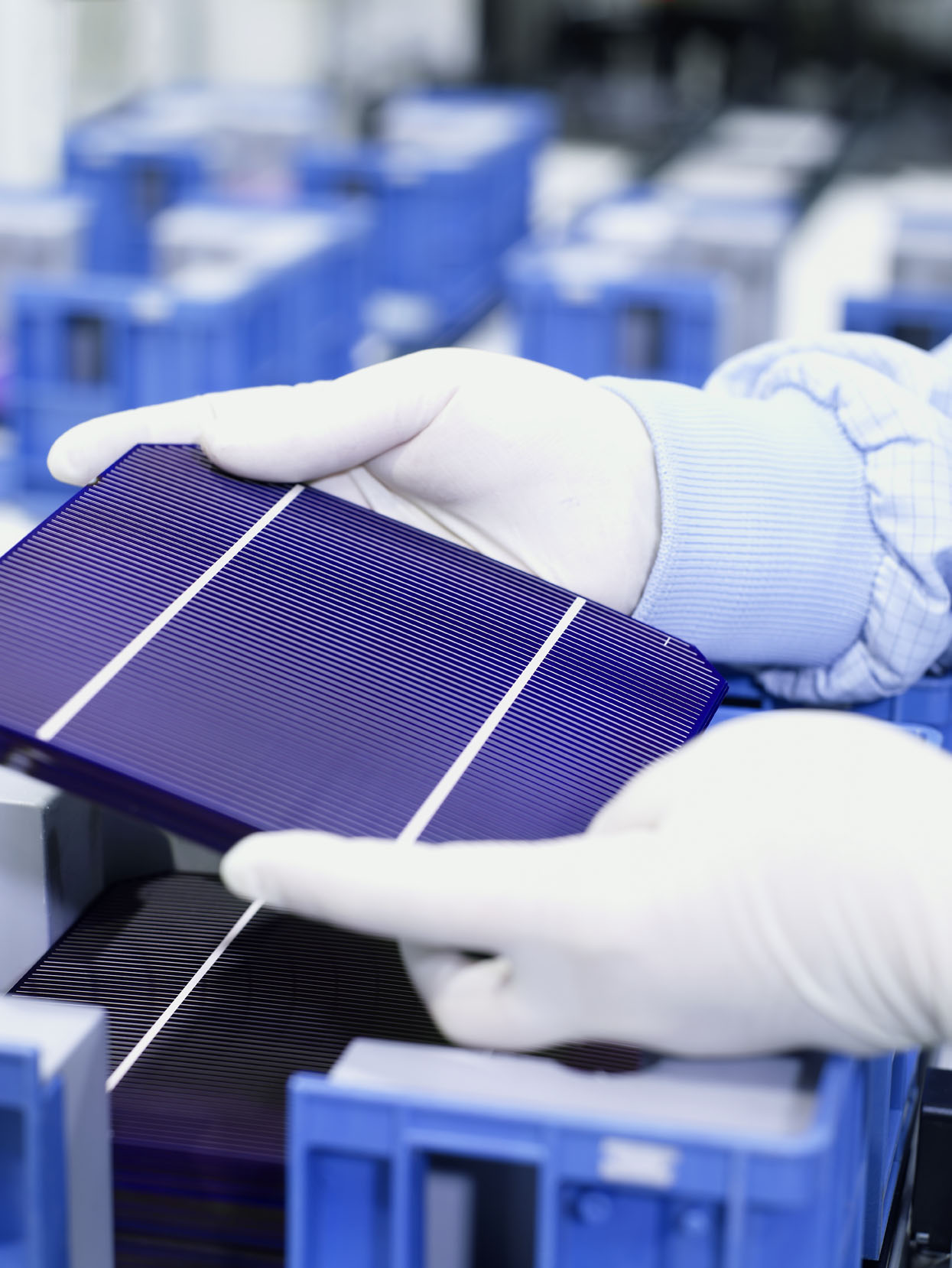
生產中的太阳能光伏电池

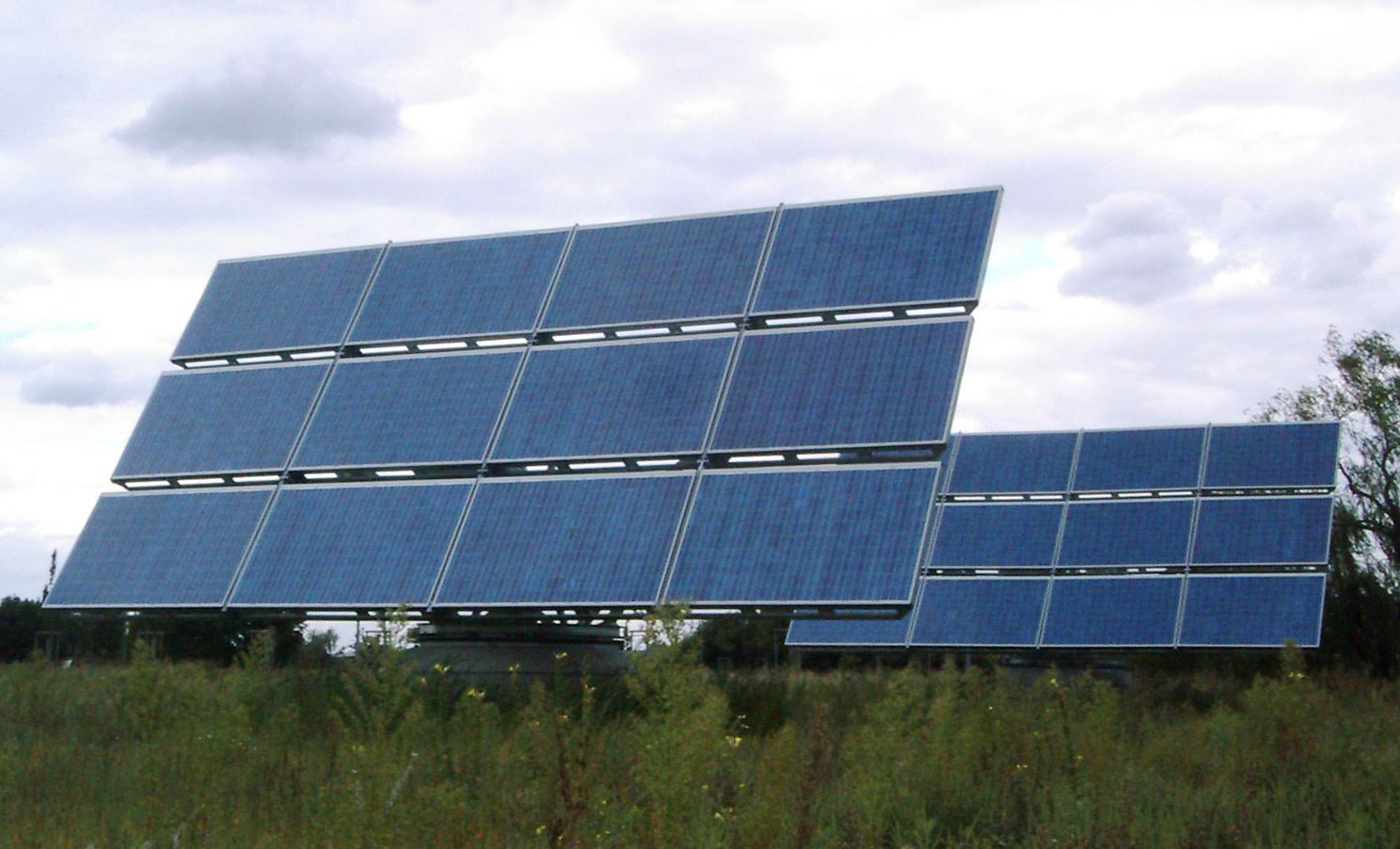
位于柏林郊区的太阳能装置

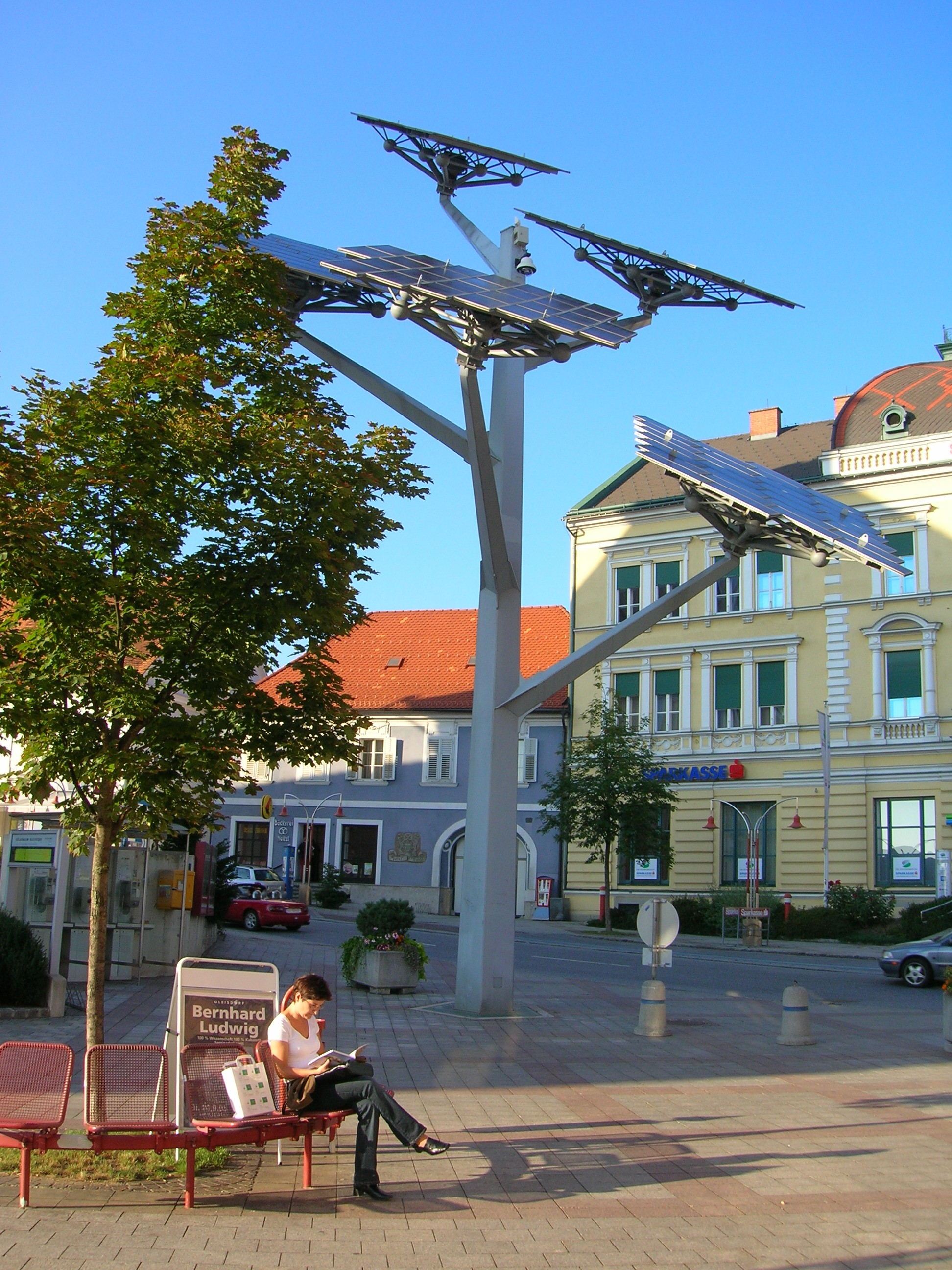
“光伏树”在奥地利施蒂利亞州

太陽光電系統，也稱為光生伏特，简称光伏（Photovoltaics；字源“photo-”光，“voltaics”伏特），是指利用光伏半导体材料的光生伏打效应而将太阳能转化为直流电能的设施。光伏设施的核心是太阳能电池板。目前，用来发电的半导体材料主要有：单晶硅、多晶硅、非晶硅及碲化镉等。由于近年来各国都在积极推动可再生能源的应用，光伏产业的发展十分迅速。
截至2010年，太阳能光伏在全世界上百个国家投入使用。虽然其发电容量仍只占人类用电总量的很小一部分，不过，从2004年开始，接入电网的光伏发电量以年均60%的速度增长。到2009年，总发电容量已经达到21GW；截至2021年底，全球累计光伏装机940GW（其中亚太地区光伏累计装机达547.7GW，占全球总量58%；欧洲地区累计装机为205.4GW，占全球总量22%；美洲地区光伏累计装机容量为161.8GW，占全球总量17%；中东和非洲地区光伏累计装机容量为25.1GW，占比2.7%）
，是当前发展速度最快的能源。据估计，2009年没有联入电网的光伏系统，目前的容量也约有3至4GW。
光伏系统可以大规模安装在地表上成为光伏电站，也可以置于建筑物的房顶或外墙上，形成光伏建筑一体化。
自太阳能电池问世以来，使用材料、技术上的不断进步，以及制造产业的发展成熟，都驱使光伏系统的价格变得更加便宜。不仅如此，许多国家投入大量研发经费推进光伏的转换效率，给与制造企业财政补贴。更重要的，上网电价补贴政策以及可再生能源比例标准等政策极大地促进了光伏在各国的广泛应用。

## 原理
光生伏打效应（英语：Photovoltaic effect），簡稱為光伏效應，是指受光线或其他電磁輻射照射的半导体或半导体与金属组合的部位间产生電壓與電流的现象。最早于1839年由法国物理学家亞歷山大·愛德蒙·貝克勒爾发现。
光伏组件由許多光伏電池互連组合而成，其效率描述了多少阳光被转化为电能。例如，一块效率为20％的面板在1000瓦的日照下，每小时它将产生200瓦时的电能。光伏组件的朝向会影响发电效率。

## 應用
1954年，贝尔实验室制成效率为6%的光伏电池；自1958年起，光伏效应以光伏电池的形式在空间卫星的供能领域首次得到应用。时至今日，小至自动停车计费器的供能、屋顶太阳能板，大至面积广阔的太阳能发电中心，其在发电领域的应用已经遍及全球。薄膜太阳能电池是先进的第三代太阳能电池。它们以较低的成本生产高效率的转换。

### 系统
太阳能交流发电系统是由太阳电池板、充电控制器、逆变器和蓄电池共同组成；太阳能直流发电系统则不包括逆变器。

### 局限
- 生產過程

  太陽能板的原材料和電腦芯片原材料一樣。大量生產過程中需要大量能源，有毒有害化學物質。化學物質主要靠工廠所在地法律法規管控。某些太陽能工廠已經安裝太陽能系統，用太陽能系統產生的清潔能源生產太陽能板。
- 對電網的影響

  截至2017年12月，澳洲東部昆士蘭州有超過31%居民擁有屋頂太陽能系統，平均安裝功率超過3.5千瓦（世界第一）。但是高太陽能系統普及率也給電網電壓帶來問題。居民區中午用電量低，主要以出售電力給電力公司為主。傳統電網並沒有考慮雙向電力輸送。在居民區電力大額傳輸回電網的時候，電壓會逐步抬高，而且可能超過電器設備可承受範圍。科學研究已經有方法解決這種問題，但是都有各種成本考慮，例如，在中壓電網額外增加電壓控制裝置。
對於其他國家或地區的啟示：沒有系統性的分析和規劃，單一鼓勵促進太陽能在居民區的普及會帶來新的風險。更好的方式之一是，通過稅收或其他鼓勵措施，促進工業和商業用戶的太陽能系統安裝。因為工商業用戶主要用電高峰經常在白天，太陽能系統在日照白天發電，補充工商業用電，降低工商業對電網的壓力。
- 對能源投資和電費管理的影響

  現實生活中的問題經常複雜多變，原因錯綜複雜。對於能源投資和電費管理也是同樣的道理，沒有適合每個方案的萬用靈丹。太陽能系統投資也許是很好的選擇，如果：當地陽光充足，電價較高而且持續漲價，政府通過財政或金融方式大力支持，電力可賣回給電力公司 （澳洲和德國）。投資回報經常是能源投資的主要考量。但是系統性的檢查，評估和分析，也許會發現，在目前市場條件下，一套綜合性的方案是最合適的。例如，通過房屋建築能效提高，既有设备运行的改善，和太阳能系统投资 ，可能會提供業主最好的投資回報。

## 發展
太陽能電池本身的最新發展是第三代光伏電池技術，旨在突破肖克利-奎伊瑟极限的31至41%效率上限。
在運用上，有研究發現在漂浮太阳能比在陸上裝置太陽能板有更多好處，包括：
- 不用佔用土地
- 水有助降溫，能提高太陽能電池的效率
- 佈置在儲水設施的話有助減少儲水被蒸發掉。

### 全球應用發展
|                | 2000   | 2001   | 2002    | 2003    | 2004    | 2005    | 2006    | 2007    | 2008   | 2009   |
| -------------- | ------ | ------ | ------- | ------- | ------- | ------- | ------- | ------- | ------ | ------ |
| 裝置量(MW)     | 639    | 871    | 1,252   | 1,746   | 2,809   | 4,245   | 5,714   | 8,230   | 14,855 | 22,938 |
| 發電量(GWh)    | 1,177  | 1,463  | 1,831   | 2,329   | 3,054   | 4,249   | 5,818   | 7,864   | 12,721 | 21,092 |
|                |        |        |         |         |         |         |         |         |        |        |
|                | 2010   | 2011   | 2012    | 2013    | 2014    | 2015    | 2016    | 2017    |        |        |
| 裝置量(MW)     | 39,455 | 71,251 | 100,677 | 137,260 | 178,090 | 226,907 | 302,782 | 399,613 |        |        |
| 發電量(GWh)    | 33,829 | 65,211 | 100,925 | 139,044 | 197,671 | 260,005 | 328,182 | 442,618 |        |        |
| 佔全球發電量比 | 0.16%  | 0.29%  | 0.44%   | 0.59%   | 0.83%   | 1.07%   | 1.32%   | 1.73%   |        |        |

| 國家           | 2017    | 2018    | 2019    |
| -------------- | ------- | ------- | ------- |
| 中华人民共和国 | 130,632 | 175,018 | 205,072 |
| 日本           | 48,600  | 55,500  | 61,840  |
| 德国           | 42,394  | 45,930  | 48,960  |
| 美国           | 41,131  | 49,692  | 60,540  |
| 義大利         | 19,692  | 20,120  | 20,900  |
| 印度           | 19,047  | 26,869  | 34,831  |
| 英国           | 12,791  | 13,108  | 13,398  |
| 法國           | 8,195   | 9,483   | 10,562  |
|                | 6,413   | 9,763   | 15,928  |
|                | 5,602   | 7,862   | 10,505  |

## 環保問題—碳排放與毒廢料
製造太陽能電池時必須把源材料石英（二氧化矽）純度提升致冶金級矽晶，這過程會使用消耗大量能量、加熱到1800℃以上的熔爐。
這就是太陽能電池的碳排放，現有技術下，太陽能電池的碳排放一般為41g/kWh，是聚光太阳能热发电（20g/kWh）的2倍及風力發電（11g/kWh）的4倍。但這數值會隨制造地區的能源來源、太陽能電池的壽命及使用地點的環境而改變。若製造太陽能所在地區是用燃煤發電的話，碳排放就會增加，例如在中國製造會導致較在美國製造高一倍；太陽能電池的壽命較長的話，碳排放就會減少；太陽能電池的使用環境會影響太陽能電池的效率及壽命，例如浮在水面的太陽能電池因為有水幫助降低溫度，發電效率能有所增加，從而降低碳排放。
製造太陽能電池過程中會產生不少有毒氣體，毒性高的有的如三氯氢硅 、四氯化硅、三氯氧磷、氢氟酸等，即使毒性較低的氣體也多會做成酸雨。
太陽能電池的壽命完結、棄置後就成了廢料，以每單位能源計算，太阳能电池發電所產生的廢料是核能的300倍。相比核能，製造太陽能電池的廢料在技術上是可以回收的，但因為不像核廢料有即時危險性，而且沒有經濟誘因甚至需要經濟補貼，若在沒有有效監管的情況下基本上是不可行。
由於太陽能電池中含有塑料、鉛、鎘和銻等對環境有害的物質，除了封裝太陽能電池的外殼外，太陽能電池本身當成一般玻璃回收的話會釋出有毒物或對環境有害物質。在2023年，全球只有位於法國的威立雅公司開發出能回收整片太陽能電池90%材料的工藝並以商業模式運作；同期，其他技術有的可以達到95%並將金屬、矽及玻璃分離，有的則能達到100%回收，但這些也未達致商物化。隨著早年開始大規模投入使用的太陽能電池快將陸陸續續壽限期滿，太陽能電池回收變得重要。

## 经济学

### 硬件成本

自1977年以来晶体硅太阳能电池的每瓦价格历史

1977年，晶体硅太阳能电池价格为76.67美元/瓦。
尽管由于德国和西班牙的慷慨补贴和多晶硅短缺导致早在2000年代初期，批发模块价格在3.50美元/瓦至4.00美元/瓦之间保持稳定，但在2008年市场崩盘后，西班牙补贴突然终止，需求崩溃，价格迅速降至2.00美元/瓦。尽管收入下降了50%，但由于创新和成本降低，制造商仍能保持正面运营利润。2011年底，晶体硅光伏模块的出厂价格突然跌破了1.00美元/瓦的大关，这让许多行业内的人感到意外，导致世界范围内许多太阳能制造公司破产。1.00美元/瓦的成本在光伏行业通常被视为实现光伏发电网络平价的里程碑，但大多数专家不认为这个价格点是可持续的。技术进步、制造工艺改进和行业重组可能意味着进一步降低价格是可能的。 Solarbuzz集团监测的太阳能电池的零售平均价格从2011年的3.50美元/瓦下降到了2011年的2.43美元/瓦。 到2013年，批发价格已降至0.74美元/瓦。 这被引用为支持“斯旺森定律”的证据，这个观察类似于著名的摩尔定律，它声称随着行业产能翻倍，太阳能电池的价格下降20%。  弗劳恩霍夫研究所将“学习率”定义为随着累积产量翻倍的价格下降，1980年至2010年间下降了约25%。尽管模块的价格下降迅速，但当前逆变器的价格下降速度要低得多，在2019年占到每千瓦峰功率成本的61%，而在2000年代初仅占四分之一。
请注意，上述价格是裸模块的价格，另一种看待模块价格的方式是包括安装成本。根据美国太阳能产业协会的数据，2006年家庭屋顶光伏模块的安装价格从每瓦9.00美元下降到2011年的每瓦5.46美元。包括工业安装支付的价格，全国平均安装价格降至每瓦3.45美元。这比世界其他地方要高得多，在德国，家庭屋顶安装的平均价格为每瓦2.24美元。据认为，这种成本差异主要基于较高的监管负担以及美国缺乏国家太阳能政策。
截至2012年底，中国制造商的最便宜模块的生产成本为每瓦0.50美元。 在某些市场，这些模块的分销商可以获得可观的利润，以工厂门市价购买，然后以市场支持的最高价格出售（“基于价值定价”）。
在加利福尼亚州，2011年太阳能光伏达到了网络平价，通常定义为光伏发电成本在零售电力价格之下（尽管通常仍高于煤炭或燃气发电的电厂价格，未计算分布和其他成本）。 2014年，在19个市场中实现了网络平价。

### 电力的平均成本

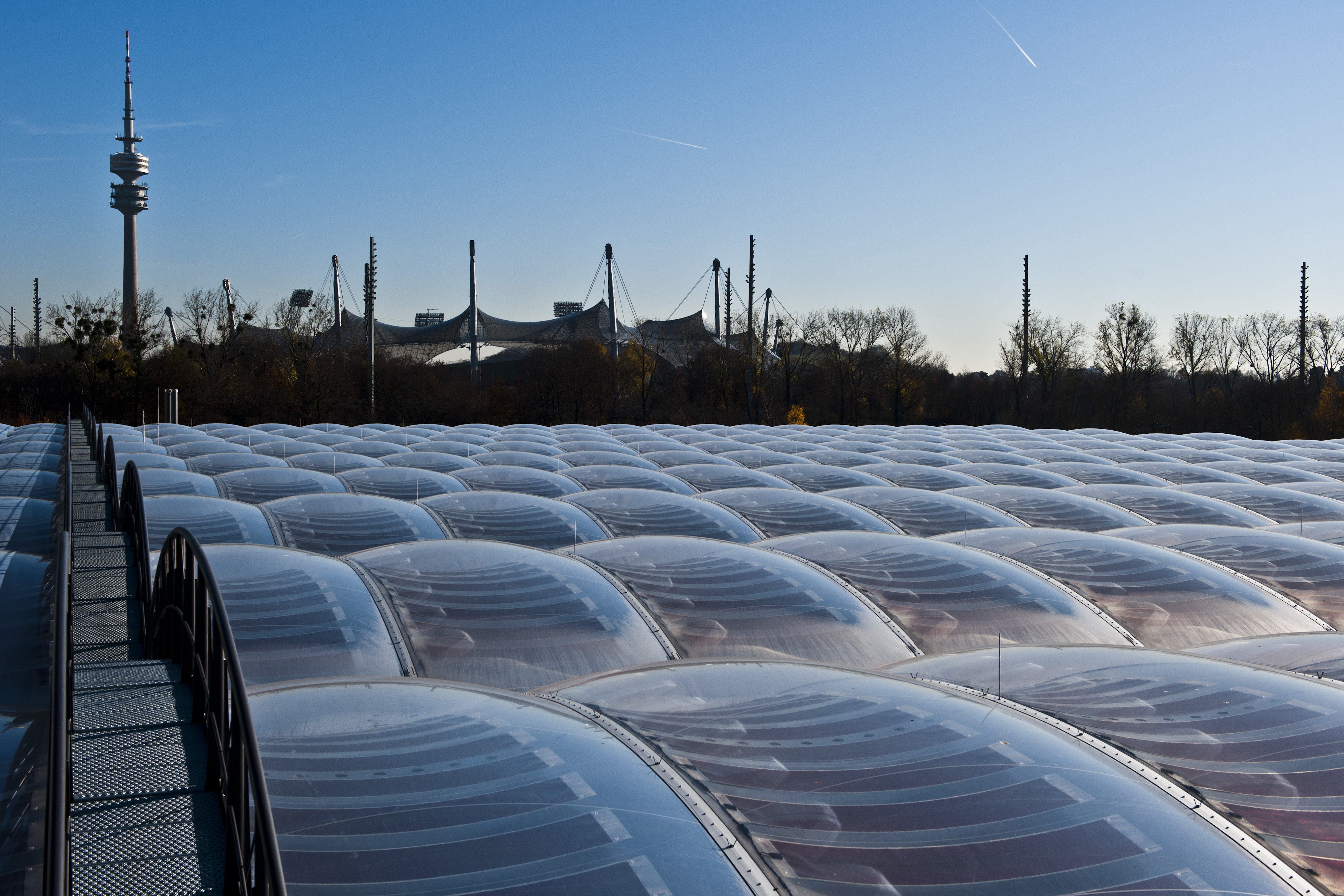
AWM慕尼黑ETFE气垫光伏

电力的平均成本（LCOE）是每千瓦时的成本，基于项目寿命周期内分摊的成本，并被认为是比每瓦价格更好的衡量可行性的指标。LCOE根据地点的不同而大不相同。 LCOE可以被视为客户为了使公用事业公司在新发电站投资上达到盈亏平衡所必须支付的最低价格。 当LCOE降至与传统本地电网价格相似时，大致实现电网平价，尽管实际上计算不是直接可比的。 2011年，加利福尼亚的大型工业光伏装置已实现电网平价。 到那时，屋顶系统的电网平价仍被认为遥不可及。 许多LCOE计算被认为不准确，并且需要大量假设。 模块价格可能会进一步下降，太阳能的LCOE可能会相应下降。
因为能源需求在一天之内上升和下降，而太阳能受到太阳落山的限制，太阳能公司还必须考虑为电网提供更稳定的替代能源供应的额外成本，以稳定系统，或以某种方式储存能源（目前的电池技术不能储存足够的电能）。这些成本没有纳入LCOE计算，特殊的补贴或优惠也没有纳入其中，这可能会使购买太阳能更有吸引力。 太阳能和风能发电的不可靠性和时间变化是一个重大问题。这些不稳定的能源来源过多可能会导致整个电网的不稳定性。
截至2017年，美国太阳能电厂的电力购买协议价格低于0.05美元/千瓦时，在一些波斯湾国家的最低报价约为0.03美元/千瓦时。 美国能源部的目标是实现太阳能光伏的电能LCOE为每千瓦时0.03美元的水平。

## 內部連結
- 各國太陽能發電（英语：Solar power by country） （英文）
- 可再生能源商业化
- 太陽能
- 光电效应
- 量子力学